# Prusse royale
Pour les articles homonymes, voir Prusse (homonymie).
1466–1772
Entités précédentes :
- Pomérélie, Marienbourg et Culm ( État teutonique)

Entités suivantes :
- Province de Prusse-Occidentale ( Royaume de Prusse)

La Prusse royale (en allemand : Königlich Preußen, en polonais : Prusy Królewskie), dont la principale ville est le port hanséatique de Dantzig, est une entité politique issue de l'affaiblissement de l'État monastique des chevaliers Teutoniques au cours du XVe siècle, précisément de la rébellion de la Ligue de Prusse, à partir de 1440. Celle-ci, alliée avec le roi de Pologne (aussi grand-duc de Lituanie) Casimir IV, l'emporte en 1462 (bataille de Puck) et, par le traité de Thorn (Toruń) de 1466, l'ordre Teutonique reconnaît la sécession des territoires rebelles, dont Casimir devient le souverain. 
La Prusse se trouve alors divisée entre la Prusse royale, sous tutelle polonaise, et la Prusse restée sous le contrôle des chevaliers Teutoniques, qui deviendra le duché de Prusse en 1525, puis le royaume de Prusse (au sens étroit).
Initialement, le territoire de la Prusse royale avait une autonomie au sein de la couronne du royaume de Pologne, le roi de Pologne y régnait, mais dans certains domaines, cette zone était légèrement plus indépendante. 
Lorsque le royaume de Pologne et le grand-duché de Lituanie s'unissent formellement par l'union de Lublin de 1569, à la fin de la dynastie des Jagellons, pour former la république des Deux Nations, le statut de la Prusse royale change : elle est désormais liée en union réelle à la couronne polonaise, c'est-à-dire que l'autonomie est désormais plus limitée. C’est alors que les régions de l’ancienne Prusse royale devinrent une partie directe de la couronne du Royaume de Pologne. 
Cette situation dure jusqu'au premier partage de la Pologne en 1772 ; à cette date, la Prusse royale est annexée par Frédéric II, électeur de Brandebourg et roi de Prusse, devenant la province de Prusse-Occidentale, qui établit une continuité territoriale entre ses diverses possessions.

## Le territoire de la Prusse royale

### Géographie
Géographiquement, la Prusse royale est située sur le cours inférieur de la Vistule, dont elle contrôle les deux rives à partir de Culm (Chelmno), sauf un secteur de la rive droite resté aux chevaliers (Marienwerder, aujourd'hui Kwidzyn). Elle contrôle aussi une grande partie de la baie de Dantzig. Les villes importantes sont situées sur la Vistule : Thorn (Toruń), Culm, Graudenz (Grudziądz), Marienbourg (Malbork), Elbing (Elbląg) et Dantzig (Gdansk), qui est aussi un port sur la mer Baltique.
La Prusse royale est bordée à l'est par la Prusse des chevaliers, au sud par le royaume de Pologne, à l'ouest par le Saint Empire, précisément par le duché de Poméranie. La partie de la Prusse royale située à l'ouest de la Vistule est d'ailleurs appelée Poméranie orientale ou Pomérélie (elle ne fait cependant pas partie du Saint Empire).

### Organisation administrative
Le territoire de la Prusse royale est formé des territoires de la principauté épiscopale de Warmie et des anciennes commanderies teutoniques de Preussisch Stargard, Birgelau (en), Dantzig (en partie), Dirschau, Elbing (en partie), Gollub, Graudenz, Culm, Marienbourg, Mewe, Nessau, Bischöflich Papau, Rehden, Roggenhausen Schloss (en), Schlochau, Schönsee, Schwetz, Strasbourg-sur-la-Drewenz, Thorn et Tuchel.

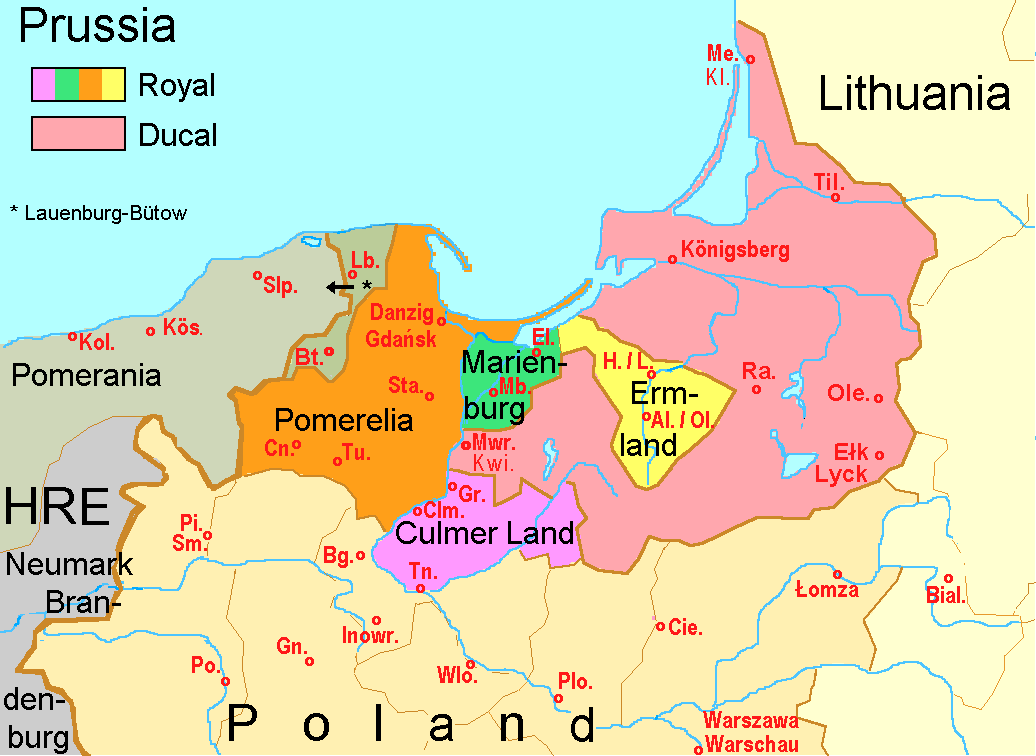
Les territoires prussiens en 1525 : les quatre districts de Prusse royale et le duché de Prusse (en gris).

Sous tutelle polonaise, cet ensemble est réparti en quatre circonscriptions :
- la voïvodie de Poméranie avec Dantzig, à l'ouest (en bleu ciel) ;
- la voïvodie de Marienbourg, au centre (en vert clair) ;
- la voïvodie de Culm, avec la Lubavie et Thorn, au centre (en rose) ;
- l’évêché de Varmie, avec Allenstein, à l'est (en jaune), qui conserve son statut de principauté ecclésiastique.

## Histoire

### Mise en place
La révolte de la population prussienne contre l'ordre Teutonique, en raison de désaccords sur la politique intérieure et fiscale, pousse le roi de Pologne Casimir IV Jagellon à intervenir de nouveau contre les chevaliers Teutoniques.  
La sécession  en 1454 de la Ligue de Prusse, formée par 53 seigneurs et 19 villes, et l'incorporation de son territoire dans le royaume de Pologne (Casimir garantissant à ses alliés prussiens un degré élevé d'autonomie et tous les privilèges du droit de Culm), est à l'origine de la guerre de Treize Ans.
Après un succès initial à Konitz (1454), les chevaliers sont finalement vaincus à Puck (1462), victoire décisive des forces polonaises et prussiennes. La défaite de l'ordre aboutit au traité de Thorn (octobre 1466), par lequel les Teutoniques cèdent à la couronne de Pologne la partie occidentale de la Prusse, désormais baptisée « Prusse royale ». 
Les Teutoniques conservent les territoires prussiens situés plus à l'est, avec le centre politique de l'ordre, Königsberg, ainsi que les territoires baltes de l'ordre de Livonie (capitale : Riga). Ces territoires seront sécularisés au XVIe siècle et passeront eux aussi sous la tutelle de la Pologne.

### Évolution sous la tutelle polonaise
Le traité de Thorn aboutit à la création d'une frontière totalement artificielle entre les territoires de la Prusse royale (Prusse occidentale) et les territoires teutoniques (Prusse orientale). 
En dépit de la séparation politique, les villes de Prusse royale perpétuent les liens économiques avec les territoires teutoniques, dans un contexte de forte croissance des échanges, du moins au XVIe siècle. Cette séparation s'atténue lorsque, en 1525, l'ordre Teutonique est sécularisé par son grand maître, Albert de Brandebourg-Ansbach, qui transforme les territoires de la Prusse orientale en « duché de Prusse », acceptant en contrepartie de devenir vassal du roi de Pologne.
Les évêques de Varmie, suffragants de l'archevêché de Riga, cherchent à se rattacher à celui de Gniezno (primatie de Pologne), sans y parvenir. Lorsque l'archevêché de Riga disparaît en 1563, du fait de la Réforme, la Varmie devient un évêché exempt (sans supérieur autre que le pape).

### La province dePrusse-occidentale
Créée en 1773, elle correspond à la Prusse royale, à l'exception des villes de Dantzig, Marienborg, Kulm et Thorn, qui continuent de relever du royaume de Pologne et seront annexées seulement au deuxième partage en 1793, et de la Varmie, rattachée à la Prusse-orientale.
En 1807, lorsque Napoléon crée le duché de Varsovie, à partir des annexions prussiennes des deuxième et troisième partages (1795), incluant notamment Varsovie et Poznań, la Prusse-occidentale reste prussienne, mais cède au duché les villes de Bydgoszcz, Chełmno et Grudziadz, tandis que Dantzig devient une ville libre, jusqu'à la fin de la période napoléonienne. En 1815, le congrès de Vienne attribue le duché de Varsovie à Alexandre Ier comme royaume de Pologne, mais la Prusse récupère la Posnanie et les trois villes citées.
En 1829, la Prusse-occidentale est fusionnée avec la Prusse-orientale pour former la province de Prusse, puis est rétablie en 1878. 
Elle disparaît en 1919 au traité de Versailles : elle est découpée notamment pour créer le corridor de Dantzig, attribué à la Pologne, et la ville libre de Dantzig, sous tutelle de la Société des Nations.